# Lakonija
Lakonija (grško Λακωνία), znana tudi kot Lakedajmonija, je regija na jugovzhodnem delu polotoka Peloponez. Njeno upravno središče je Šparta. Beseda lakoničen (kratek in situaciji ustrezen, jedrnat) izhaja iz imena regije po analogiji govoriti jedrnato, po čemer so Atenci cenili Špartance.

## Geografija
Lakonija meji na Mesenijo na zahodu in Arkadijo na severu, na vzhodu jo obdajata Mirtojsko morje in Lakonski zaliv, ki pripadata Sredozemskemu morju. Vključuje rta Malea in Tajnaron ter velik del polotoka Mani. Otoka Kitera in Antikitera sta na jugu, vendar upravno pripadata Atiki. Otok Elafonis, ki je med lakonsko celino in Kitero, pa je del Lakonije.
Evrotas je najdaljša reka v okrožju. Dolina je pretežno kmetijsko območje z veliko nasadov citrusov, oljčnimi nasadi in pašniki. Tu pridelajo največ pomaranč na Peloponezu in verjetno v vsej Grčiji. Lakonija, blagovna znamka pomarančnega soka, ima sedež v Amiklesu.
Glavni gorovji sta Tajget (2407 m) na zahodu in Parnon (1961 m) na severovzhodu. Tajget, znan kot Pentadaktilos (petprsti), je bil v celotnem srednjem veku zahodno od Šparte in doline Evrotas. Tu je najvišja gora v Lakoniji in na Peloponezu, večinoma pokrita z borovim gozdom. Dve poti povezujeta Mesinijo in Lakonijo: ena pelje čez gorski prelaz prek Tajgeta, druga pa obide goro čez okrožje Mani na jugu.
Kapniška jama Diru je glavna turistična znamenitost in je južno od Areopolisa na jugozahodu Lakonije.

### Podnebje
Lakonija ima sredozemsko podnebje s toplimi zimami in vročimi poletji. Na obali je sneg redko, v gorah pa zelo pogosto.

## Zgodovina

### Antična zgodovina
V antični Grčiji je bila to glavna regija špartanske države. V antiki je špartansko vplivno območje ves čas segalo v Mesinijo, katere prebivalci (heloti) so bili trajno zasužnjeni. Pomembna arheološka lokacija v Lakoniji je grobnica Vafio. Tukaj so našli napredno bronastodobno umetnost, pa tudi dokaz o kulturnih društvih sočasne minojske kulture na Kreti.  Lakonija je bila v vojni s Kraljevino Makedonijo, bilo je več bitk. Ob koncu mikenskega obdobja se je prebivalstvo Lakonije močno zmanjšalo.  Od zgodnjega 2. stoletja pred našim štetjem do leta 395 je bila del rimskega imperija.

### Srednji vek
V srednjeveškem obdobju je bila Lakonija del Bizantinskega cesarstva. Po četrti križarski vojni jo je postopoma osvojila frankovska Ahajska kneževina. V 1260-tih so Bizantinci izterjali Mistro in druge utrdbe v regiji ter uspeli pregnati Franke iz Lakonije. Postala je jedro nove bizantinske province, ki se je sredi 14. stoletja razvila v despotijo Moreja, ki jo je vodila zadnja grška vladajoča dinastija Paleologi. S padcem despotije pod Turki leta 1460 je bila zavzeta tudi Lakonija.

### Sodobnost
Razen 30-letnega premora beneške vladavine je Lakonija ostala pod otomanskim nadzorom do izbruha grške vojne za neodvisnost leta 1821. Po osamosvojitvi je bila Šparta izbrana za glavno mesto sodobne prefekture, njeno gospodarstvo in kmetijstvo sta se začeli širiti. Ko so bili Jonski otoki, ki so bili pod britansko vlado, leta 1864 priključeni Grčiji, je otok Elafonis postal del prefekture. Po drugi svetovni vojni in grški državljanski vojni je prebivalstvo začelo nekoliko upadati, saj so se ljudje preseljevali iz vasi v večja mesta v Grčiji in tujino.
Leta 1992 je uničujoč požar uničil najboljše oljčne nasade v severnem delu prefekture in prizadel območje Selazije skupaj z Ojnuntom in njegovo okolico. Gasilci, helikopterji in letala so se bojevali dneve, da so pogasili grozljiv ogenj.
Polotok Mani je skupaj z Gitejonom zaslovel po vsej  Grčiji in tujini po snemanju nadaljevanke Vendetta na Mega Channelu in Mega Cosmosu.
V začetku leta 2006 so poplave uničile pridelke oljk in agrumov, pa tudi posesti in vasi vzdolž reke Evrotas. V poletnih mesecih leta 2006 je ponovno pustošil strašen požar in uničil del polotoka Mani, gozdove, pridelke in številne vasi.

## Občine Lakonije
Regionalna enota Lakonija je razdeljena na pet občin:
- Vzhodni Mani (Anatoliki Mani, 2)
- Elafonis (3)
- Evrotas (4)
- Monemvazija (5)
- Šparta (1)

Od 1836 do 1845 in od 1899 do 1909 je bila Lakonija razdeljena na dve območji, in sicer v provinci Gitejon, Ojtilo (1899–1909 kot lakonski prefekturi) in Lakedajmon v ožjem pomenu besede, kamor sta bili vključeni pokrajini jezera Demon in Epidavros Limiras. Provinca Kitera je med 1909 do 1866 pripadala prefekturi Lakoniji ali Lakoniki.
- Tajget
- Parnon
- Skala Monemvazija
- Pristanišče Gitejon, polotok Mani

## Prebivalstvo
- 1907: 87.106
- 1991: 95.696
- 2001: 94.918
- 2011: 89.138

Glavna mesta Lakonije so:
- Šparta: 17.408 prebivalcev
- Gitejon: 4717 prebivalcev
- Neapoli: 3130 prebivalcev
- Skala: 3089 prebivalcev